# Вашингтонський кодекс
Вашингтонський кодекс (лат. Codex Washingtonianus; умовне позначення: W або 032) — унціальний манускрипт V століття грецькою мовою. Рукопис містить текст чотирьох Євангелій на 187 пергаментних аркушах (21×13,5 см) . Отримала назву за місцем свого зберігання.
Текст на аркуші розташований в одній колонці. Євангелія розташовані в рукописі у такому (так званому «західному») порядку: Євангеліє від Матвія; Євангеліє від Івана; Євангеліє від Луки; Євангеліє від Марка. Кінець Євангелія від Марка в кодексі особливо примітний завдяки унікальній вставці після Мк. 16:14, відомої в біблеїстиці як «Фреєр логіон»: 
І вони виправдовувалися, кажучи: «Це вік беззаконня і безвір'я під сатаною, який не допускає, щоб правда і сила Божа взяли гору над нечистими силами. Тому покажи свою праведність зараз», — так вони говорили Христові. І Христос відповів їм: «Час влади сатани відбувся, але настають інші беззаконня. І для тих, хто згрішив, я пройшов через смерть, щоб вони могли повернутися на правдивий шлях і не грішити більше; щоб вони могли успадкувати духовну славу праведності, що не минає, на небесах».
Грецький текст рукопису відбиває кілька типів тексту: Матф. 1-28; Лука 8,13-24,53 - Візантійський тип тексту; Марк 1,1-5,30 - західний тип тексту; Марк 5,31 - 16,20 - кесарійський тип тексту; Лука 1,1 - 8,12, Іоанн 5,12 - 21,25 - олександрійський тип тексту; Іоанн 1,1 - 5,11 - змішаний тип тексту (олександрійський із західним). Рукопис належить III категорії Аланда.
Рукопис було написано на початку V століття. Придбана Чарлзом Фрієром з Детройта в 1906 році. Нині рукопис зберігається у музеї Фрієра Смітсонівського інституту (06. 274), у Вашингтоні.